# Mars de Todi

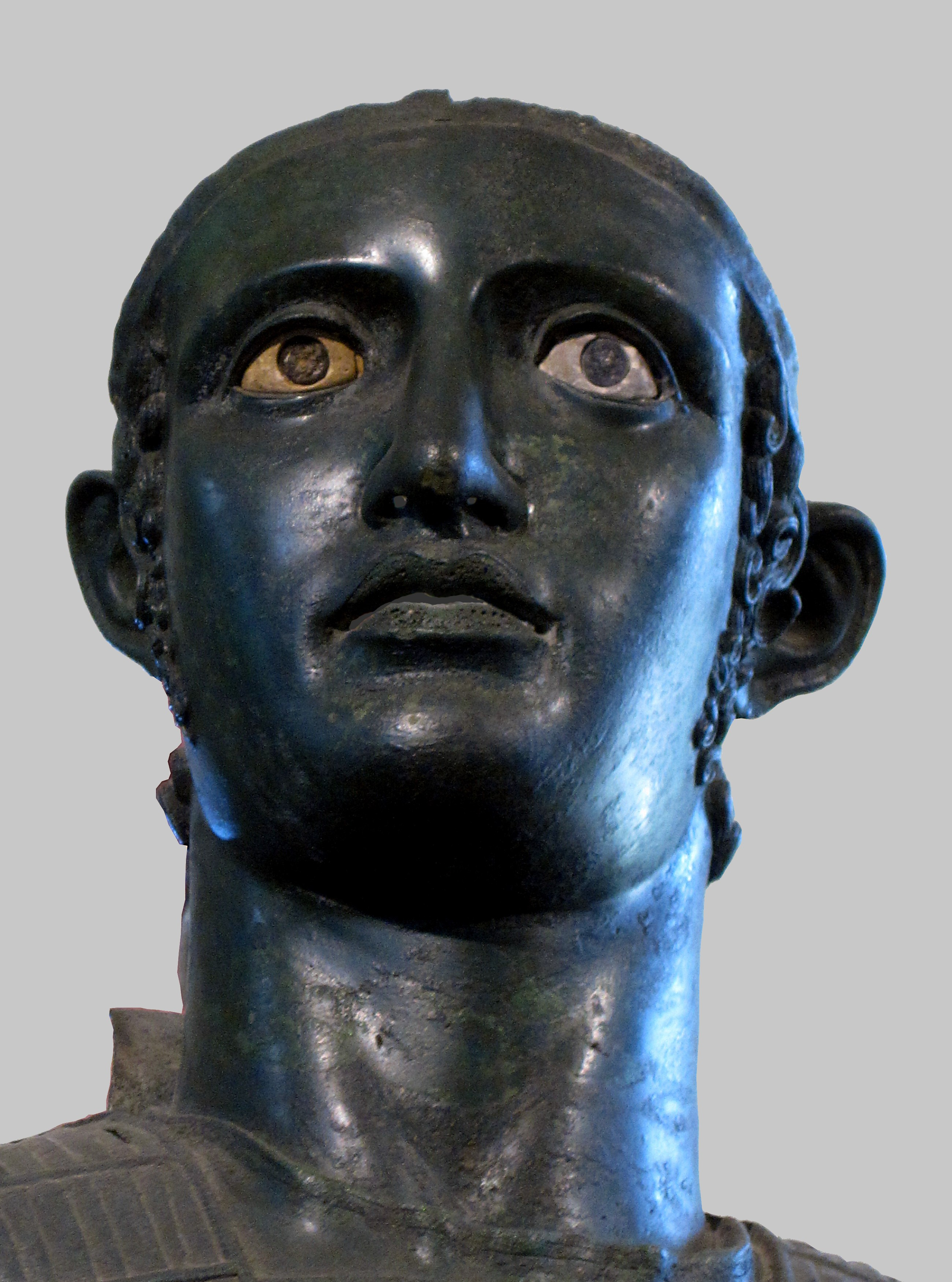
Le visage

Le Mars de Todi (Marte di Todi) est une statue étrusque en bronze, qui représente le dieu Mars.  Elle est conservée au Musée grégorien étrusque au Vatican.

## Description
La statue en bronze est découverte en 1835 enfouie à proximité des murs du Convento di Montesanto, à proximité de la ville de Todi située dans la province de Pérouse, zone concernée par la civilisation étrusque.
Le guerrier de bronze est probablement une offrande votive faite à un sanctuaire religieux, éventuellement à  Laran, le dieu étrusque de la guerre.  
Enterré dans l'Antiquité, peut-être rituellement, il est resté intact jusqu'à sa découverte en 1835. 
La statue est un exemple de la haute qualité des œuvres produites en Étrurie durant cette période et provient probablement d'un atelier d' Orvieto (Velzna étrusque) connue pour ses sculptures en bronze, dont plus de 2 000 ont été pillées par les Romains en 265 av. J.-C..
La statue représente une figure militaire typique avec les traits du visage « ostensiblement étrusques ». Il s'agit d'une est réalisation étrusque d'inspiration hellénique avec l'emploi de la  posture contrapposto. Dans sa main droite tendue, le personnage tenait probablement une patère (bol de libation), et une lance dans la gauche. Son casque est manquant, mais son armure complexe, représente par ses détails l'un des meilleurs exemples montrant à quoi ressemblait l'armure lamellaire de l'époque.
La dédicace qui est inscrite sur la jupe de la cuirasse en langue ombrienne mais en alphabet étrusque marque le début de la tradition épigraphique dans cette partie de l'Ombrie. Néanmoins, l'homme dédiant a un nom d'origine celtique, une indication du caractère cosmopolite de la région à l'époque archaïque. l'inscription se lit « Ahal Trutitis dunum dede », Ahal Trutitis a donné [cela comme un] cadeau.
La sculpture est actuellement conservée au musée Grégorien étrusque du Vatican.

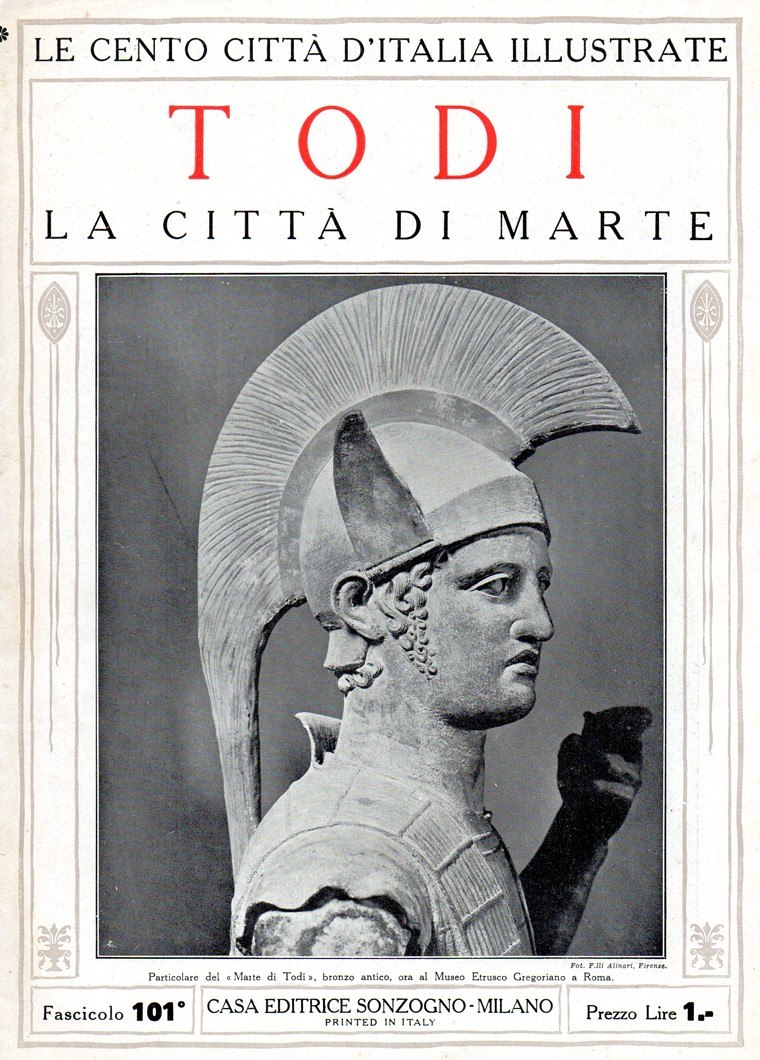
Le guerrier restauré, avec un casque conçu par le sculpteur danois Bertel Thorvaldsen (1770-1844).
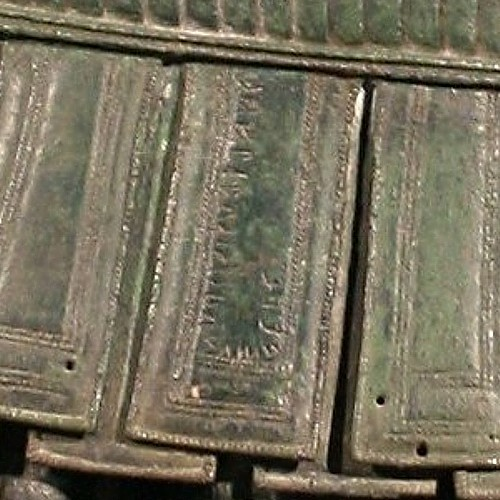
Dédicace en langue ombrienne et alphabet étrusque, figurant sur l'une des lamelles de l'armure.
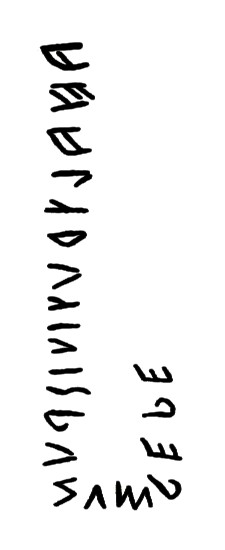
Transcription du texte précédent : « Ahal Trutitis dunum dede », Ahal Trutitis a donné en offrande.

## Source de traduction
- (en) Cet article est partiellement ou en totalité issu de l’article de Wikipédia en anglais intitulé « Mars of Todi » (voir la liste des auteurs).